# ATP-toernooi van Shanghai

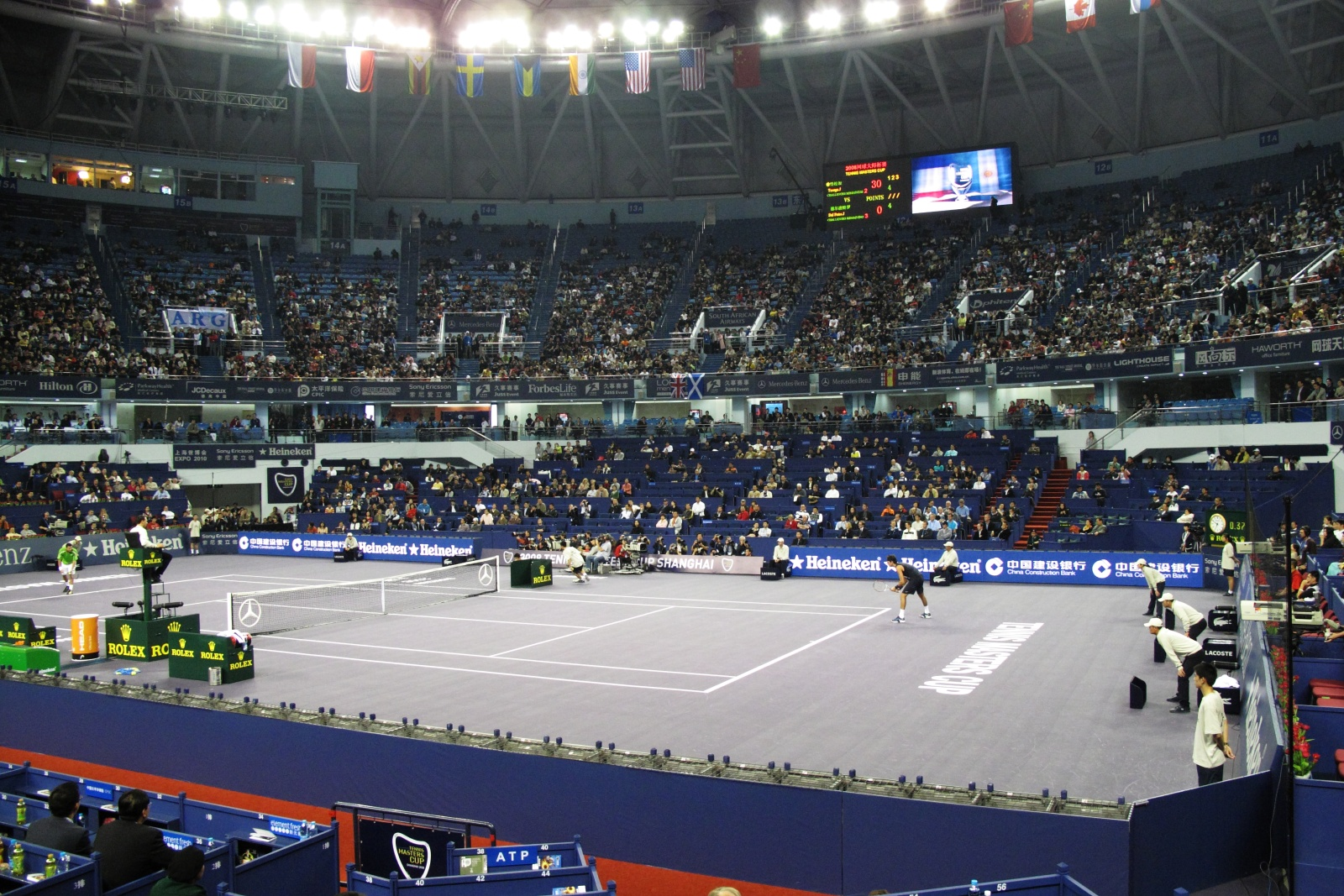
De Qizhong Arena tijdens de Tennis Masters Cup 2008

Het ATP-toernooi van Shanghai, ofwel de Shanghai ATP Masters 1000 presented by Rolex is een tennistoernooi voor mannen dat wordt gespeeld op hardcourt. 
In 1996 werd voor het eerst een ATP-toernooi in Shanghai georganiseerd. Vanaf 2005 verhuisde het toernooi naar het buitenland (Ho Chi Minhstad, Vietnam) en met de herstructurering van het ATP-circuit in 2009 keerde het toernooi terug naar de Chinese stad.
Het toernooi valt vanaf 2009 in de hoogste ATP-categorie, de ATP World Tour Masters 1000. In feite ontstond er een nieuw toernooi.

## Geschiedenis
Voordat Shanghai haar eigen ATP World Tour Masters 1000 toegewezen kreeg (waarvoor het Hamburgse toernooi werd gedegradeerd), organiseerde Shanghai al vanaf 1996 jaarlijks een tennistoernooi. Tot en met 2004 was dit een ATP-toernooi, van 2005 tot en met 2008 de Tennis Masters Cup, het officieuze wereldkampioenschap.

#### 1996-2004
Het Kingfisher Airlines Tennis Open werd van 1996 tot 2004 in Shanghai gehouden. De licentie werd in 2005 overgenomen door het Vietnamese Ho Chi Minhstad en in 2006 en 2007 door het Indiase Mumbai. In 2008 zou het Bengaalse Bangalore de plaats van handeling zijn maar om veiligheidsredenen ging het toernooi niet door.

#### 2005-2008
Na het wegvallen van het toernooi naar Ho Chi Minhstad kreeg Shanghai de organisatie van de Tennis Masters Cup (het huidige ATP World Tour Finals) in handen. Zij organiseerde het van 2005 tot en met 2008, in 2002 had Shanghai ook al eenmalig het toernooi georganiseerd. In 2009 vond de ATP World Tour Finals plaats in Londen.

#### 2009-heden
Het in 2009 nieuwe toernooi (Shanghai ATP Masters 1000 presented by Rolex) wordt jaarlijks gehouden in de Qizhong Forest Sports City Arena. Dit Masters 1000-toernooi is de afsluiter van de ATP World Tour door Azië.
In 2009 won de Rus Nikolaj Davydenko. In 2010 en 2011 won Andy Murray, waarna Novak Đoković de toernooien van 2012 en 2013 op zijn naam schreef. In 2014 veroverde Roger Federer de titel.

## Finales

### Enkelspel
| Datum      | Naam                                         | Categorie     | ($)                                    | Winnaar                                | Verliezend finalist                    | Uitslag                                | Details                                |                                        |
| ---------- | -------------------------------------------- | ------------- | -------------------------------------- | -------------------------------------- | -------------------------------------- | -------------------------------------- | -------------------------------------- | -------------------------------------- |
| 27-01-1997 | Shanghai Open                                | World Series  | $ 303.000                              | Ján Krošlák                            | Aleksandr Volkov                       | 6-2, 7-6                               | Details                                |                                        |
| 05-10-1998 | Shanghai Open                                | Int. Series   | $ 315.000                              | Michael Chang                          | Goran Ivanišević                       | 4-6, 6-1, 6-2                          | Details                                |                                        |
| 04-10-1999 | Heineken Open                                | Int. Series   | $ 325.000                              | Magnus Norman (1)                      | Marcelo Ríos                           | 2-6, 6-3, 7-5                          | Details                                |                                        |
| 16-10-2000 | Heineken Open                                | Int. Series   | $ 350.000                              | Magnus Norman (2)                      | Sjeng Schalken                         | 6-4, 4-6, 6-3                          | Details                                |                                        |
| 17-09-2001 | Heineken Open                                | Int. Series   | $ 375.000                              | Rainer Schüttler                       | Michel Kratochvil                      | 6-3, 6-4                               | Details                                |                                        |
| 2002       | Geen toernooi                                | Geen toernooi | Geen toernooi                          | Geen toernooi                          | Geen toernooi                          | Geen toernooi                          | Geen toernooi                          |                                        |
| 22-09-2003 | Heineken Open                                | Int. Series   | $ 355.000                              | Mark Philippoussis                     | Jiří Novák                             | 6-2, 6-1                               | Details                                |                                        |
| 27-09-2004 | Heineken Open                                | Int. Series   | $ 355.000                              | Guillermo Cañas                        | Lars Burgsmüller                       | 6-1, 6-0                               | Details                                |                                        |
| 2005-2008  | Geen toernooi                                | Geen toernooi | Geen toernooi                          | Geen toernooi                          | Geen toernooi                          | Geen toernooi                          | Geen toernooi                          |                                        |
| 18-10-2009 | Shanghai ATP Masters 1000 presented by Rolex | Masters 1000  | $ 3.240.000                            | Nikolaj Davydenko                      | Rafael Nadal                           | 7-6(3), 6-3                            | Details                                |                                        |
| 17-10-2010 | Shanghai ATP Masters 1000 presented by Rolex | Masters 1000  | $ 3.240.000                            | Andy Murray (1)                        | Roger Federer                          | 6-3, 6-2                               | Details                                |                                        |
| 16-10-2011 | Shanghai ATP Masters 1000 presented by Rolex | Masters 1000  | $ 3.240.000                            | Andy Murray (2)                        | David Ferrer                           | 7-5, 6-4                               | Details                                |                                        |
| 14-10-2012 | Shanghai ATP Masters 1000 presented by Rolex | Masters 1000  | $ 3.531.600                            | Novak Đoković (1)                      | Andy Murray                            | 5-7, 7-6(11), 6-3                      | Details                                |                                        |
| 13-10-2013 | Shanghai ATP Masters 1000 presented by Rolex | Masters 1000  | $ 3.894.445                            | Novak Đoković (2)                      | Juan Martín del Potro                  | 6-1, 3-6, 7-6(3)                       | Details                                |                                        |
| 12-10-2014 | Shanghai ATP Masters 1000 presented by Rolex | Masters 1000  | $ 4.195.895                            | Roger Federer (1)                      | Gilles Simon                           | 7-6 (6), 7-6 (2)                       | Details                                |                                        |
| 18-10-2015 | Shanghai ATP Masters 1000 presented by Rolex | Masters 1000  | $ 4.783.320                            | Novak Đoković (3)                      | Jo-Wilfried Tsonga                     | 6-2, 6-4                               | Details                                |                                        |
| 16-10-2016 | Shanghai ATP Masters 1000 presented by Rolex | Masters 1000  | $ 5.452.985                            | Andy Murray (3)                        | Roberto Bautista Agut                  | 7-6(1), 6-1                            | Details                                |                                        |
| 15-10-2017 | Shanghai ATP Masters 1000 presented by Rolex | Masters 1000  | $ 5.924.890                            | Roger Federer (2)                      | Rafael Nadal                           | 6-4, 6-3                               | Details                                |                                        |
| 14-10-2018 | Shanghai ATP Masters 1000 presented by Rolex | Masters 1000  | $ 7.086.700                            | Novak Đoković (4)                      | Borna Ćorić                            | 6-3, 6-4                               | Details                                |                                        |
| 13-10-2019 | Shanghai ATP Masters 1000 presented by Rolex | Masters 1000  | $ 7.473.620                            | Daniil Medvedev                        | Alexander Zverev                       | 6-4, 6-1                               | Details                                |                                        |
| 11-10-2020 | Shanghai ATP Masters 1000 presented by Rolex | Masters 1000  | Geen toernooi wegens de coronapandemie | Geen toernooi wegens de coronapandemie | Geen toernooi wegens de coronapandemie | Geen toernooi wegens de coronapandemie | Geen toernooi wegens de coronapandemie | Geen toernooi wegens de coronapandemie |
| 11-10-2021 | Shanghai ATP Masters 1000 presented by Rolex | Masters 1000  | Geen toernooi wegens de coronapandemie | Geen toernooi wegens de coronapandemie | Geen toernooi wegens de coronapandemie | Geen toernooi wegens de coronapandemie | Geen toernooi wegens de coronapandemie | Geen toernooi wegens de coronapandemie |
| 16-10-2022 | Shanghai ATP Masters 1000 presented by Rolex | Masters 1000  | Geen toernooi wegens de coronapandemie | Geen toernooi wegens de coronapandemie | Geen toernooi wegens de coronapandemie | Geen toernooi wegens de coronapandemie | Geen toernooi wegens de coronapandemie | Geen toernooi wegens de coronapandemie |
| 15-10-2023 | Shanghai ATP Masters 1000 presented by Rolex | Masters 1000  | $ 8.800.000                            | Hubert Hurkacz                         | Andrej Roebljov                        | 6–3, 3–6, 7–6(8)                       | Details                                |                                        |
| 13-10-2024 | Shanghai ATP Masters 1000 presented by Rolex | Masters 1000  | $ 8.995.555                            | Jannik Sinner                          | Novak Đoković                          | 7–6(4), 6–3                            | Details                                |                                        |

### Dubbelspel
| Datum      | Naam                                         | Categorie     | ($)                                    | Winnaar                                | Verliezend finalist                     | Uitslag                                | Details                                |                                        |
| ---------- | -------------------------------------------- | ------------- | -------------------------------------- | -------------------------------------- | --------------------------------------- | -------------------------------------- | -------------------------------------- | -------------------------------------- |
| 29-01-1996 | Shanghai Open                                | World Series  | $ 303.000                              | Mark Knowles Roger Smith               | Jim Grabb Michael Tebbutt               | 4-6, 6-2, 7-6                          | Details                                |                                        |
| 27-01-1997 | Shanghai Open                                | World Series  | $ 303.000                              | Maks Mirni (1) Kevin Ullyett           | Tomas Nydahl Stefano Pescosolido        | 7-6, 6-7, 7-5                          | Details                                |                                        |
| 05-10-1998 | Shanghai Open                                | Int. Series   | $ 315.000                              | Mahesh Bhupathi Leander Paes (1)       | Todd Woodbridge Mark Woodforde          | 6-4, 6-7, 7-6                          | Details                                |                                        |
| 04-10-1999 | Heineken Open                                | Int. Series   | $ 325.000                              | Sébastien Lareau Daniel Nestor (1)     | Todd Woodbridge Mark Woodforde          | 7-5, 6-3                               | Details                                |                                        |
| 16-10-2000 | Heineken Open                                | Int. Series   | $ 350.000                              | Paul Haarhuis Sjeng Schalken           | Petr Pála Pavel Vízner                  | 6-2, 3-6, 6-4                          | Details                                |                                        |
| 17-09-2001 | Heineken Open                                | Int. Series   | $ 375.000                              | Byron Black Thomas Shimada             | John-Laffnie de Jager Robbie Koenig     | 6-2, 3-6, 7-5                          | Details                                |                                        |
| 2002       | Geen toernooi                                | Geen toernooi | Geen toernooi                          | Geen toernooi                          | Geen toernooi                           | Geen toernooi                          | Geen toernooi                          |                                        |
| 22-09-2003 | Heineken Open                                | Int. Series   | $ 355.000                              | Wayne Arthurs Paul Hanley              | Shao Xuan Zeng Ben-qiang Zu             | 6-2, 6-4                               | Details                                |                                        |
| 27-09-2004 | Heineken Open                                | Int. Series   | $ 355.000                              | Jared Palmer Pavel Vízner              | Rick Leach Brian MacPhie                | 4-6, 7-6(4), 7-6(11)                   | Details                                |                                        |
| 2005-2008  | Geen toernooi                                | Geen toernooi | Geen toernooi                          | Geen toernooi                          | Geen toernooi                           | Geen toernooi                          | Geen toernooi                          |                                        |
| 18-10-2009 | Shanghai ATP Masters 1000 presented by Rolex | Masters 1000  | $ 3.240.000                            | Julien Benneteau Jo-Wilfried Tsonga    | Mariusz Fyrstenberg Marcin Matkowski    | 6-3, 6-4                               | Details                                |                                        |
| 17-10-2010 | Shanghai ATP Masters 1000 presented by Rolex | Masters 1000  | $ 3.240.000                            | Jürgen Melzer Leander Paes (2)         | Mariusz Fyrstenberg Marcin Matkowski    | 7-5, 4-6, [10-5]                       | Details                                |                                        |
| 16-10-2011 | Shanghai ATP Masters 1000 presented by Rolex | Masters 1000  | $ 3.240.000                            | Maks Mirni (2) Daniel Nestor (2)       | Michaël Llodra Nenad Zimonjić           | 6-3, 1-6, [12-10]                      | Details                                |                                        |
| 14-10-2012 | Shanghai ATP Masters 1000 presented by Rolex | Masters 1000  | $ 3.531.600                            | Leander Paes (3) Radek Štěpánek        | Mahesh Bhupathi Rohan Bopanna           | 6-7(7), 6-3, [10-5]                    | Details                                |                                        |
| 13-10-2013 | Shanghai ATP Masters 1000 presented by Rolex | Masters 1000  | $ 3.894.445                            | Ivan Dodig Marcelo Melo (1)            | David Marrero Fernando Verdasco         | 7-6(2), 6-7(6), [10-2]                 | Details                                |                                        |
| 12-10-2014 | Shanghai ATP Masters 1000 presented by Rolex | Masters 1000  | $ 4.195.895                            | Bob Bryan Mike Bryan                   | Julien Benneteau Édouard Roger-Vasselin | 6-3, 7-6 (3)                           | Details                                |                                        |
| 18-10-2015 | Shanghai ATP Masters 1000 presented by Rolex | Masters 1000  | $ 4.783.320                            | Raven Klaasen Marcelo Melo (2)         | Simone Bolelli Fabio Fognini            | 6-3, 6-3                               | Details                                |                                        |
| 16-10-2016 | Shanghai ATP Masters 1000 presented by Rolex | Masters 1000  | $ 5.452.985                            | John Isner Jack Sock                   | Henri Kontinen John Peers               | 6-4, 6-4                               | Details                                |                                        |
| 15-10-2017 | Shanghai ATP Masters 1000 presented by Rolex | Masters 1000  | $ 5.924.890                            | Henri Kontinen John Peers              | Łukasz Kubot Marcelo Melo               | 6-4, 6-2                               | Details                                |                                        |
| 14-10-2018 | Shanghai ATP Masters 1000 presented by Rolex | Masters 1000  | $ 7.086.700                            | Łukasz Kubot Marcelo Melo (3)          | Jamie Murray Bruno Soares               | 6-4, 6-2                               | Details                                |                                        |
| 13-10-2019 | Shanghai ATP Masters 1000 presented by Rolex | Masters 1000  | $ 7.473.620                            | Mate Pavić Bruno Soares                | Łukasz Kubot Marcelo Melo               | 6-4, 6-2                               | Details                                |                                        |
| 11-10-2020 | Shanghai ATP Masters 1000 presented by Rolex | Masters 1000  | Geen toernooi wegens de coronapandemie | Geen toernooi wegens de coronapandemie | Geen toernooi wegens de coronapandemie  | Geen toernooi wegens de coronapandemie | Geen toernooi wegens de coronapandemie | Geen toernooi wegens de coronapandemie |
| 11-10-2021 | Shanghai ATP Masters 1000 presented by Rolex | Masters 1000  | Geen toernooi wegens de coronapandemie | Geen toernooi wegens de coronapandemie | Geen toernooi wegens de coronapandemie  | Geen toernooi wegens de coronapandemie | Geen toernooi wegens de coronapandemie | Geen toernooi wegens de coronapandemie |
| 16-10-2022 | Shanghai ATP Masters 1000 presented by Rolex | Masters 1000  | Geen toernooi wegens de coronapandemie | Geen toernooi wegens de coronapandemie | Geen toernooi wegens de coronapandemie  | Geen toernooi wegens de coronapandemie | Geen toernooi wegens de coronapandemie | Geen toernooi wegens de coronapandemie |
| 15-10-2023 | Shanghai ATP Masters 1000 presented by Rolex | Masters 1000  | $ 8.800.000                            | Marcel Granollers Horacio Zeballos     | Rohan Bopanna Matthew Ebden             | 5–7, 6–2, [10–7]                       | Details                                |                                        |
| 13-10-2024 | Shanghai ATP Masters 1000 presented by Rolex | Masters 1000  | $ 8.800.000                            | Wesley Koolhof Nikola Mektić           | Máximo González Andrés Molteni          | 6–4, 6–4                               | Details                                |                                        |

## Statistieken

### Meeste enkelspeltitels
| Aantal titels | Speler        | Jaren                  |
| ------------- | ------------- | ---------------------- |
| 4             | Novak Đoković | 2012, 2013, 2015, 2018 |
| 3             | Andy Murray   | 2010, 2011, 2016       |
| 2             | Magnus Norman | 1999, 2000             |
| 2             | Roger Federer | 2014, 2017             |

(Bijgewerkt t/m 2024)

### Meeste enkelspeltitels per land
| Aantal titels | Land                |
| ------------- | ------------------- |
| 4             | Servië              |
| 3             | Verenigd Koninkrijk |
| 2             | Zweden              |
| 2             | Zwitserland         |
| 2             | Rusland             |
| 1             | Slowakije           |
| 1             | Verenigde Staten    |
| 1             | Duitsland           |
| 1             | Australië           |
| 1             | Argentinië          |
| 1             | Polen               |
| 1             | Italië              |

(Bijgewerkt t/m 2024)

### Baansnelheid
| Court Pace Index                                     |
| ---------------------------------------------------- |
|                                                      |
| ■ Traag ■ Medium traag ■ Medium ■ Medium snel ■ Snel |

Bronnen: The Racquet Court Speed Data, Court Pace Index: Tennis court speeds Tennis Warehouse Forum, Nick Lester Twitter, @Stroppa_Del Twitter
1996 · 1997 · 1998 · 1999 · 2000 · 2001 · 2002 · 2003 · 2004 · 2005 · 2006 · 2007 · 2008 · 2009 · 2010 · 2011 · 2012 · 2013 · 2014 · 2015 · 2016 · 2017 · 2018 · 2019 · 2020 · 2021 · 2022 · 2023 · 2024
 Shanghai (1996-2004) →  Ho Chi Minhstad (2005) →  Mumbai (2006-2007) →  Bangalore (2008)
ITF-toernooien (mannen en vrouwen)

ATP-toernooien (mannen) – ATP-seizoen 2025

WTA-toernooien (vrouwen) – WTA-seizoen 2025

Voormalige toernooien mannen
Voormalige toernooien vrouwen
Voormalige amateurtoernooien